# Jan Bartko
Jan Bartko (* 22. února 1997, Česko) je český hokejista. Hraje na postu obránce.

## Hráčská kariéra
- 2016/2017 HC Frýdek-Místek (střídavé starty) 1. liga, HC Oceláři Třinec (E)
- 2017/2018 HC Frýdek-Místek (střídavé starty) 1. liga, HC Oceláři Třinec ELH
- 2018/2019 HC Frýdek-Místek
- 2019/2020 HCB Ticino Rockets, HC Frýdek-Místek
- 2020/2021 VHK ROBE Vsetín
- 2021/2022 Aqotec Orli Znojmo
- 2022/2023 PSG Berani Zlín